# Rechenbrücke
Die Rechenbrücke ist eine Spannbetonbrücke im Gemeindegebiet von Mariazell in der Steiermark, über welche die einzige Zufahrtsstraße nach Weichselboden über den Radmerbach führt. Für ihre Erhaltung ist das Land Wien zuständig.

## Geschichte und Beschreibung
Als die Stadt Wien für den Bau der II. Wiener Hochquellenwasserleitung Grundstücke erwarb, wurde sie von der Bezirkshauptmannschaft Liezen, die für die Klärung der wasserrechtlichen Angelegenheiten zuständig war, unter anderem auch zur Erhaltung von Straßen und Brücken verpflichtet.
Da bei der 1968 errichteten Rechenbrücke bei Kontrollen durch die zuständige Magistratsabteilung (MA) 29 – Brücken- und Grundbau vor allem an den hölzernen Pfeilern der Brücke immer stärker werdende Schäden festgestellt wurden, wurde zunächst eine Reduktion der Nutzlast auf 16 Tonnen verhängt. Der Zustand der Brücke verschlechterte sich dennoch und ein Neubau wurde notwendig.
In der sechsten Sitzung des Wiener Gemeinderates wurde für den Neubau der Rechenbrücke und der Schneiderbrücke in Weichselboden, einer Katastralgemeinde von Mariazell, eine außerplanmäßige Ausgabe von 700.000 Euro genehmigt.
Am 2. Mai 2011 wurde von Pionieren des Österreichischen Bundesheeres mit der Errichtung einer Behelfsbrücke begonnen, die anschließend mittels Kran eingehoben wurde. Ebenfalls per Kran wurde sie nach der Verkehrsfreigabe der neuen Brücke im November desselben Jahres wieder entfernt. Nach dem im Juni begonnenen Abbruch der alten Holzbrücke wurde unter Aufsicht der MA 29 durch die Firma Traunfellner die neue Brücke errichtet.
Die neue, 40,7 Meter lange und insgesamt 6,3 Meter breite Brücke wurde als offener, zweizelliger Stahlbetonrahmen mit hölzernem Brückengeländer als seitlichem Abschluss konzipiert.